# 940
940 (CMXL) je bilo prestopno leto, ki se je po julijanskem koledarju začelo na sredo.

## Dogodki
- 1. januar

## Rojstva
- 10. junij - Abul Vefa, arabski matematik, astronom († 998)

Neznan datum
- Al-Kudžandi, perzijski astronom in matematik († 1000)
- Hugo Capet, kralj Frankov  († 996)
- Leopold I., avstrijski mejni grof († 994)